# Nygmia solitaria
Nygmia solitaria là một loài bướm đêm thuộc họ Erebidae. Nó được tìm thấy ở Sumatra, bán đảo Mã Lai và Borneo.
Ấu trùng ăn Dendropthoe pentandra.